# Пиксели (фильм)
«Пи́ксели» (англ. Pixels) — научно-фантастический комедийный экшн, снятый режиссёром Крисом Коламбусом по сценарию Тимоти Даулинга и Тима Херлихи. Главные роли сыграли Адам Сэндлер, Кевин Джеймс, Мишель Монаган, Питер Динклэйдж и Джош Гэд.
Премьера фильма в США состоялась 16 июля 2015 года, в России — 23 июля 2015 года.
В архивных кадрах показаны некоторые знаменитости, которые были популярны в 1980-х годах, в том числе Рикардо Монтальбан, Эрве Вильшез, Тэмми Фэй Месснер, Мадонна, президент Рональд Рейган и группа Hall & Oates.

## Сюжет
26 июля 1982 года. Школьник Уилл Купер уговаривает своего лучшего друга, 13-летнего Сэма Бреннера, принять участие в чемпионате по аркадным видеоиграм. Сэм доходит до финала, где проигрывает отвратительному карлику Эдди «Огненному Бластеру» Планту в Donkey Kong. Видеокассета с записью чемпионата и другими событиями года помещается в капсулу времени, и НАСА запускает её в космос.
Наши дни, 2015 год. 44-летний Сэм Бреннер работает установщиком систем домашних кинотеатров, а Уильям Купер стал президентом США. В это время базу ВВС США в Гуаме атакуют инопланетяне, причём атака имеет облик видеоигры Galaga — всё разрушаемое превращается в светящиеся кубики (воксели) и один из солдат похищен.
Работая в доме своей очередной клиентки — Вайолет ван Паттен и её сына Мэтти, Бреннер получает вызов в Белый дом. К его огромному удивлению, туда же одновременно вызывают и Вайолет, оказавшуюся полковником армии США; правда, её удивление присутствием Сэма в Овальном кабинете намного сильнее, но на этот раз Сэм нужен старому другу именно как мастер видеоигр. Просмотрев видеозапись атаки на базу в Гуаме и встретившись со своим приятелем из детства Ладлоу Лэмонсоффом (толстяком, страдающим манией преследования и влюблённым в виртуального персонажа Dojo Quest — Леди Лизу), Бреннер понимает, что инопланетяне нашли капсулу времени, но восприняли её как объявление войны. Это подтверждается, когда инопланетяне (в образах Рональда Рейгана и Мадонны) прерывают телевизионную трансляцию, бросая вызов Земле — если инопланетяне выиграют у землян битву в трёх раундах, планета будет уничтожена. Бреннер и Купер не могут остановить следующую атаку: инопланетяне в виде игры Arkanoid стирают с лица Земли Тадж-Махал и похищают индийского подростка Раджа.
Сэм и Ладлоу получают задание тренировать в аркадные видеоигры бойцов «SEAL», готовя их к схваткам с инопланетянами.
1-й раунд — в Лондоне (Великобритания), инопланетяне атакуют в виде игры Centipede. Но поскольку бойцы «SEAL» не могут остановить их (они рефлекторно стреляют не в головы, а в «центр масс», как положено по уставу, то есть в туловища, только увеличивая количество атакующих), Сэм и Ладлоу сами начинают стрелять по «сороконожкам» и уничтожают их. После этого инопланетяне (в образах Франциско Скараманги и Ника Нэка) отправляют землянам поздравление с победой в 1-м раунде и своеобразный трофей — охотничью собаку из игры Duck Hunt.
Лэмонсофф, Бреннер и Купер освобождают из тюрьмы Эдди Планта, сидящего за мошенничество. Эдди при этом ведёт себя крайне самоуверенно и высказывает своё превосходство над Сэмом, но соглашается на сотрудничество, требуя за это пожизненное освобождение от налогов, остров и ночь с Сереной Уильямс и Мартой Стюарт.
2-й раунд — в Нью-Йорке, инопланетяне атакуют в виде игры Pac-Man. Её создатель (Тору Иватани) пытается поговорить со своим детищем, но убегает после того, как «Pac-Man» откусил ему руку. Используя автомобили «Mini Cooper», Сэм, Ладлоу и Эдди побеждают всех троих «Pac-Manов» (при этом Ладлоу и Сэм чуть не погибли), но Вайолет замечает, что Эдди что-то делает не так. Земляне как трофей получают Q*Bert'а, но позже инопланетяне (в образах Холла и Оутса) заявляют, что их кто-то обманул. Впоследствии Мэтти обнаруживает на стёклах очков Эдди чит-коды для видеоигр и понимает, что жульничал именно он. Внезапно появляется материнский корабль инопланетян, они похищают Мэтти.
В качестве мести за обман инопланетяне начинают 3-й, последний раунд — массовую атаку на Вашингтон с использованием персонажей всех видеоигр (Tetris, Space Invaders, The Smurfs и пр.). Купер и Вайолет присоединяются к Сэму и Q*Bert’у, бегущим к космическому кораблю инопланетян, в то время как Ладлоу остаётся в городе. Неожиданно Ладлоу встречает свою любовь — Леди Лизу, но она собирается его убить. Он убеждает её выбрать любовь, и они вместе бьются против пришельцев; к ним присоединяется и Эдди, поняв, что был неправ.
Сэм, Вайолет, Купер и Q*Bert попадают на материнский корабль, где они сталкиваются с инопланетным лидером, принявшим форму персонажа игры, которую Сэм проиграл в 1982 году — Donkey Kong (на 1-м уровне игры с тремя пленниками наверху — Мэтти (сыном Вайолет), индийским подростком Раджем и солдатом с базы в Гуаме). Группа в течение нескольких минут уклоняется от постоянно падающих бочек и огненных шаров, но Бреннер чувствует себя подавленным и постепенно теряет надежду победить. Тогда Мэтти рассказывает ему о чит-кодах Эдди, и Сэм внезапно понимает: настоящий чемпион по Donkey Kong — он сам! Воспряв духом, Сэм добирается до верха, швыряет молоток в «Donkey Kong’а» (хотя в игре это невозможно) и побеждает его. После этого все инопланетные персонажи самоуничтожаются, уцелел только Q*Bert.
Сэма, Вайолет, Ладлоу, Эдди и президента Купера приветствуют как героев, с инопланетянами достигается мирное соглашение. Эдди извиняется перед Бреннером за обман. Ладлоу подавлен тем, что Леди Лиза тоже самоуничтожилась, и тогда Q*Bert перестраивает свои пиксели и принимает её облик; Ладлоу и Леди Лиза целуются. Эдди Плант бежит в одну из спален Белого дома, куда его пригласили Серена Уильямс и Марта Стюарт. Материнский корабль инопланетян улетает, а у Тору Иватани восстанавливается откушенная «Pac-Manом» рука.
Прошёл год. Ладлоу и Леди Лиза женаты и воспитывают пятерых детей-Q*Bertов.

## В ролях
| Актёр           | Роль                                                              |
| --------------- | ----------------------------------------------------------------- |
| Адам Сэндлер    | Сэм Бреннер                                                       |
| Кевин Джеймс    | президент США Уильям Купер                                        |
| Мишель Монаган  | полковник Вайолет ван Паттен                                      |
| Питер Динклэйдж | чемпион по аркадным видеоиграм-1982 Эдди «Огненный Бластер» Плант |
| Джош Гэд        | Ладлоу Лэмонсофф                                                  |
| Брайан Кокс     | адмирал Портер                                                    |
| Эшли Бенсон     | леди Лиза                                                         |
| Джейн Краковски | первая леди США Кэролайн Купер                                    |
| Мэтт Линтц      | Мэтти ван Паттен                                                  |
| Шон Бин         | офицер SAS                                                        |
| Крис Парнелл    | доктор Джон Марио Хьюз                                            |
| Дэнис Акияма    | создатель «Pac-Man» Тору Иватани                                  |
| Дэн Эйкройд     | распорядитель чемпионата по аркадным видеоиграм-1982              |
| Джеки Сэндлер   | ассистент президента США Дженнифер                                |
| Лэйни Казан     | Микки Лэмонсофф                                                   |
| Мэтт Фрюэр      | Макс Хэдрум                                                       |
| Серена Уильямс  | камео                                                             |
| Марта Стюарт    | камео                                                             |

## Производство
Съёмки фильма начались в Торонто (Канада) 2 июня 2014 года. 29 июля прошли съёмки рядом с Маркемом (Онтарио). Съёмки заняли 3 месяца.
В начале фильма (летом 1982 года) Сэм и Уилл упоминают о Шэрон Стоун, Саманте Фокс и Мадонне, при этом на самом деле Шэрон Стоун стала популярной на 10 лет позже — после выхода фильма «Основной инстинкт» (1992), Саманта Фокс начала свою карьеру в следующем, 1983 году, а дебютный сингл Мадонны вышел 6 октября 1982 года. Большинство персонажей аркадных видеоигр, облик которых приняли инопланетяне, появились после событий пролога: в частности, Q*Bert (декабрь 1982 года), Tetris, Duck Hunt и Paperboy (все в 1984 году). Использующееся в названии фильма слово «пиксели» обозначает квадраты на плоскости, а трёхмерные кубики, в которые в фильме превращаются в объекты при контакте с пришельцами, являются вокселями.

## Саундтрек
1. Cheap Trick — «Surrender»
2. Cult 45 — «Rise Together (Original Mix)»
3. Daryl Hall & John Oates — «She’s Gone»
4. Фрэнк Синатра — «It Had to Be You»
5. Фрэнк Синатра — «You Make Me Feel So Young»
6. Loverboy — «Working for the Weekend»
7. Queen — «We Will Rock You»
8. Spandau Ballet — «True»
9. Tears for Fears — «Everybody Wants to Rule the World»
10. Waka Flocka Flame feat. Good Charlotte — «Game On»
11. Zapp — «More Bounce to the Ounce»
12. Генри Джекман — «A Dream Come True»
13. Генри Джекман — «Arcaders '82»
14. Генри Джекман — «Call in the Cavalry»
15. Генри Джекман — «Centipede»
16. Генри Джекман — «Conspiracy Theory»
17. Генри Джекман — «Gobble or Be Gobbled»
18. Генри Джекман — «Hand-Eye Coordination»
19. Генри Джекман — «High Score»
20. Генри Джекман — «Invasion»
21. Генри Джекман — «Level 2»
22. Генри Джекман — «Mothership»
23. Генри Джекман — «Pest Control»
24. Генри Джекман — «Power Up»
25. Генри Джекман — «Q*Bert»
26. Генри Джекман — «Roll Out the Barrels»
27. Генри Джекман — «Shoot 'Em Up»
28. Генри Джекман — «Sweet Spot»
29. Генри Джекман — «The Arcaders»
30. Генри Джекман — «To the White House»
31. Генри Джекман — «Trophy for the Victors»
32. Генри Джекман — «Unconditional Love»

## Критика
Фильм получил в основном отрицательные отзывы. На сайте Metacritic критики оценили её лишь в 27 баллов из 100. Согласно вердикту Rotten Tomatoes, как и худшие аркады 1980-х, фильм едва ли стоит четвертака.
В российской прессе «Пиксели» получили противоречивые отзывы — как положительные, так и отрицательные. На сайте «Афиша» кинокритик Антон Долин назвал фильм превосходной, по сравнению с другими летними блокбастерами, «космической панк-оперой». Александр Гагинский в журнале «Игромания» пишет, что фильм радует любовью к старым играм, но его портят плохая актёрская игра Адама Сэндлера и пошлые шутки. Резко отрицательную рецензию Александра Крыкова опубликовал портал Ru.IGN, который рекомендовал читателям не ходить на этот фильм. Фильм был номинирован на 5 антинаград «Золотая малина», но в итоге не получил ни одной.